# Shaken (LP)
Shaken è un singolo della cantautrice statunitense LP, pubblicato il 27 settembre 2019 come terzo estratto dal quinto album in studio Heart to Mouth.

## Video musicale
Il videoclip è un cartoon realizzato da una fan israeliana pubblicato sul canale YouTube di LP il 14 giugno 2019 e pubblicato sul canale Energy TV il 27 settembre 2019.

## Successo commerciale
In Italia è stato il 70º singolo più trasmesso dalle radio nel 2019.